# Yuendumu
Yuendumu es un pueblo en el Territorio del Norte en Australia. Es de las más grandes de las remotas comunidades de Australia central y cuenta con una floreciente comunidad de artistas. Se encuentra a 293 km al noroeste de Alice Springs sobre el Sendero Tanami, y es una comunidad compuesta en su mayoría por miembros de los pueblos aborígenes warlpiri y anmatyerr. Tiene una población de 817 habitantes.  Yuendumu se encuentra dentro del área del Yuendumu Aboriginal Lands Trust en tierras tradicionales anmatyerr and warlpiri e incluye numerosas outstations.
Fue fundado en 1946 por el Departamento de Asuntos Nativos del Gobierno de Australia para servir de centro de recepción de raciones y servicios sociales. En 1947 una misión bautista fue establecida en el lugar. Para 1955 muchos de los warlpiri se habían asentado en el pueblo. En la actualidad, algunos de los servicios e infraestructura disponible en Yuendumu incluyen a tres tiendas comunitarias, el Centro de Meditación Yuendumu, una escuela, una pista de aterrizaje, una piscina, el centro de arte Warlukurlangu, una organización mediática aborigen (PAW Media), una iglesia, un programa para ancianos, un centro femenino y una
refugio. Yuendumu tiene lazos importantes con otras comunidades de la región, entre ellas Lajamanu, Willowra y Nyirripi.
Yuendumu organiza un fin de semana deportivo todos los años en la primera semana de agosto. El evento incluye competiciones de fútbol, baloncesto y softball, atrayendo a equipos de otras comunidades de la región. También hay una noche de Batalla de las Bandas, en la que se presentan varios grupos musicales locales.

## Historia reciente y acontecimientos importantes
A principios de los años 1980 los ancianos warlpiri de Yuendumu pintaron diseños ceremoniales en lienzo, lo cual propulsó al movimiento artístico en Yuendumu. La primera pintura allí fue en la puerta de la escuela de Yuendumu (que luego comenzaría la serie de Puertas de Yuendumu), pintada por P. Japaljarri Stewart y Kumanjayi Japaljarri Sims, quienes son algunos de los artistas más conocidos de la comunidad. En 1985 la Asociación de Artistas Warlukurlangu fue fundada en Yuendumu. Entre los artistas más importantes que han pintado con Warlukurlangu están Kumanjayi Nelson Napaljarri, Norah Nelson Napaljarri, Sheila Brown Napaljarri, y Judy Watson Napangardi.
La artista aborigen contemporánea australiana Kumanjayi Napaljarri Kennedy fue una dirigente en Yuendumu, miembro del concejo comunitario, y receptora de la Orden de Australia en 1994 por sus servicios a la comunidad de Yuendumu. La artista Maggie Napaljarri Ross recibió la Orden de Australia por sus esfuerzos en el establecimiento de la Patrulla Nocturna de Yuendumu.
Los ancianos Warlpiri establecieron el Programa Mount Theo en 1993, el cual se ha convertido en un modelo para la prevención del abuso de sustancias y el desarrollo de la juventud en comunidades remotas de Australia. In 2007, Johnny Japangardi Miller 'Hooker Creek', Peggy Nampijimpa Brown y Andrew Stojanovski recibieron la Orden de Australia por sus contribuciones en la creación del programa y por su 'servicio a la comunidad de Yuendumu y la región aledaña del Territorio del Norte a través de programas para el abuso de sustancias entre jóvenes aborígenes'.
Entre los líderes Yuendumu que recibieron la Medalla del Centenario en 2001, la cual conmenora los 100 años de la Federación y reconoce a los "ciudadanos u otras personas que han hecho una contribución a la sociedad o el gobierno australiano", están Wendy Nungarrayi Brown y Rex Granites. Yuendumu es el hogar del activista aborigen Bess Nungarrayi Price.
Por más de 25 años la comunidad también ha sido la sede de PAW Media (anteriormente Warlpiri Media), más conocida por haber producido 'Bush Mechanics', y 'Aboriginal Rules', este último un programa que exploraba el significado social del fútbol australiano en comunidades remotas.
Yuendumu es el hogar del equipo de fútbol australiano Yuendumu Magpies, los cuales compiten en la Central Australian Football League (CAFL) (anteriormente jugabanen el Ngurratjuta 'Country' Cup). Yuendumu ganó la temporada inaugural en la nueva competición en Alice Springs 2008. Yuendumu player Liam Jurrah fue seleccionado en el draft de la AFL poco después por el Melbourne Football Club.

## Menciones en la música, los videojuegos y la literatura
El pueblo es mencionado en la canción de Midnight Oil "Beds Are Burning" (del álbum Diesel and Dust): Four wheels scare the cockatoos/From Kintore East to Yuendumu (en español, Carros asustan a las cacatúas/Desde Kintore hasta el este en Yuendumu).
En el videojuego de PlayStation 2 Sly 3: Honor Among Thieves, la misión "Rumble Down Under" tiene lugar en Yuendumu, Australia.
La gira a Yuendumu de Midnight Oil y Warumpi Band está documentada en el libro de Andrew McMillan: Strict Rules: The BlackfellaWhitefella Tour.

## Clima
| Parámetros climáticos promedio de Yuendumu | Parámetros climáticos promedio de Yuendumu | Parámetros climáticos promedio de Yuendumu | Parámetros climáticos promedio de Yuendumu | Parámetros climáticos promedio de Yuendumu | Parámetros climáticos promedio de Yuendumu | Parámetros climáticos promedio de Yuendumu | Parámetros climáticos promedio de Yuendumu | Parámetros climáticos promedio de Yuendumu | Parámetros climáticos promedio de Yuendumu | Parámetros climáticos promedio de Yuendumu | Parámetros climáticos promedio de Yuendumu | Parámetros climáticos promedio de Yuendumu | Parámetros climáticos promedio de Yuendumu |
| Mes                                        | Ene.                                       | Feb.                                       | Mar.                                       | Abr.                                       | May.                                       | Jun.                                       | Jul.                                       | Ago.                                       | Sep.                                       | Oct.                                       | Nov.                                       | Dic.                                       | Anual                                      |
| ------------------------------------------ | ------------------------------------------ | ------------------------------------------ | ------------------------------------------ | ------------------------------------------ | ------------------------------------------ | ------------------------------------------ | ------------------------------------------ | ------------------------------------------ | ------------------------------------------ | ------------------------------------------ | ------------------------------------------ | ------------------------------------------ | ------------------------------------------ |
| Temp. máx. abs. (°C)                       | 46.5                                       | 43.2                                       | 41.1                                       | 38.5                                       | 34.5                                       | 30.7                                       | 31.1                                       | 35.2                                       | 38.2                                       | 41.2                                       | 45.6                                       | 44.6                                       | '                                          |
| Temp. máx. media (°C)                      | 36.5                                       | 35.2                                       | 33.4                                       | 30.1                                       | 25.0                                       | 22.1                                       | 22.0                                       | 25.1                                       | 29.5                                       | 32.9                                       | 35.1                                       | 36.2                                       | 30.3                                       |
| Temp. mín. media (°C)                      | 22.4                                       | 22.1                                       | 19.4                                       | 15.5                                       | 11.0                                       | 7.6                                        | 6.4                                        | 8.5                                        | 13.0                                       | 16.9                                       | 19.7                                       | 21.5                                       | 15.3                                       |
| Temp. mín. abs. (°C)                       | 13.5                                       | 12.3                                       | 9.3                                        | 5.4                                        | 0.4                                        | -1.1                                       | -2.0                                       | -1.2                                       | 3.1                                        | 5.9                                        | 8.4                                        | 12.1                                       | '                                          |
| Lluvias (mm)                               | 64.9                                       | 64.8                                       | 47.4                                       | 22.6                                       | 23.9                                       | 13.6                                       | 15.1                                       | 7.4                                        | 8.6                                        | 21.0                                       | 31.3                                       | 45.9                                       | 365.2                                      |
| Días de lluvias (≥ )                       | 6.3                                        | 6.2                                        | 3.9                                        | 2.2                                        | 2.8                                        | 2.0                                        | 1.8                                        | 1.4                                        | 2.1                                        | 4.1                                        | 5.4                                        | 6.0                                        | 44.2                                       |
| Fuente:                                    |                                            |                                            |                                            |                                            |                                            |                                            |                                            |                                            |                                            |                                            |                                            |                                            |                                            |